# Burg Toba
Die Burg Toba (japanisch 鳥羽城, Toba-jō) befindet sich in der Stadt Toba in der Präfektur Mie, Japan.

## Burgherren in der Edo-Zeit
- Ab 1600 die Kuki mit einem Einkommen von 35.000 Koku
- ab 1633 ein Zweig der Naitō mit 35.000 Koku,
- ab 1681 ein Zweig der Doi mit 70.000 Koku,
- ab 1691 ein Zweig der Ōgyū–Matsudaira mit 60.000 Koku,
- ab 1710 ein Zweig der Itakura mit 50.000 Koku,
- ab 1717 ein Zweig der Toda mit 60.000 Koku und
- ab 1725 ein Zweig der Inagaki mit 30.000 Koku.

## Geschichte
Ursprünglich soll in der Kamakura-Zeit an der Stelle der Burg ein Wohnsitz einer reichen Familie sich befunden haben. In der Sengoku-Zeit baute dort im Jahr 1594 der einflussreiche Anführer von Seestreitkräften, Yuki Yoshitaka (九鬼 嘉隆; 1552–1600), auf der Spitze einer Landzunge eine Burg und durchtrennte die Verbindung zum Festland durch einen Graben. Yoshitaka ist berühmt als Schiffsbauer und als wichtiger Teilnehmer am Korea-Feldzug. Sein Sohn kämpfte auf der Seite Tokugawa Ieyasus und wurde nach der Schlacht von Sekigahara in seinem Besitz bestätigt.
1633 wurden die Yuki durch Naitō Tadashige (内藤 忠重; 1586–1653) abgelöst, der mit seinen Nachkommen den zweiten und dritten Burgbereich, das Ni-no-maru (二ノ丸) und San-no-maru (三ノ丸), anlegte und so, zusammen mit dem Ausbau des zentralen Bereichs, dem Hommaru (本丸) die Anlage vollendeten. Nach weiteren Wechseln wurden die Inagaki 1725 Burgherren und blieben es bis zur Meiji-Restauration 1868.

## Die Anlage

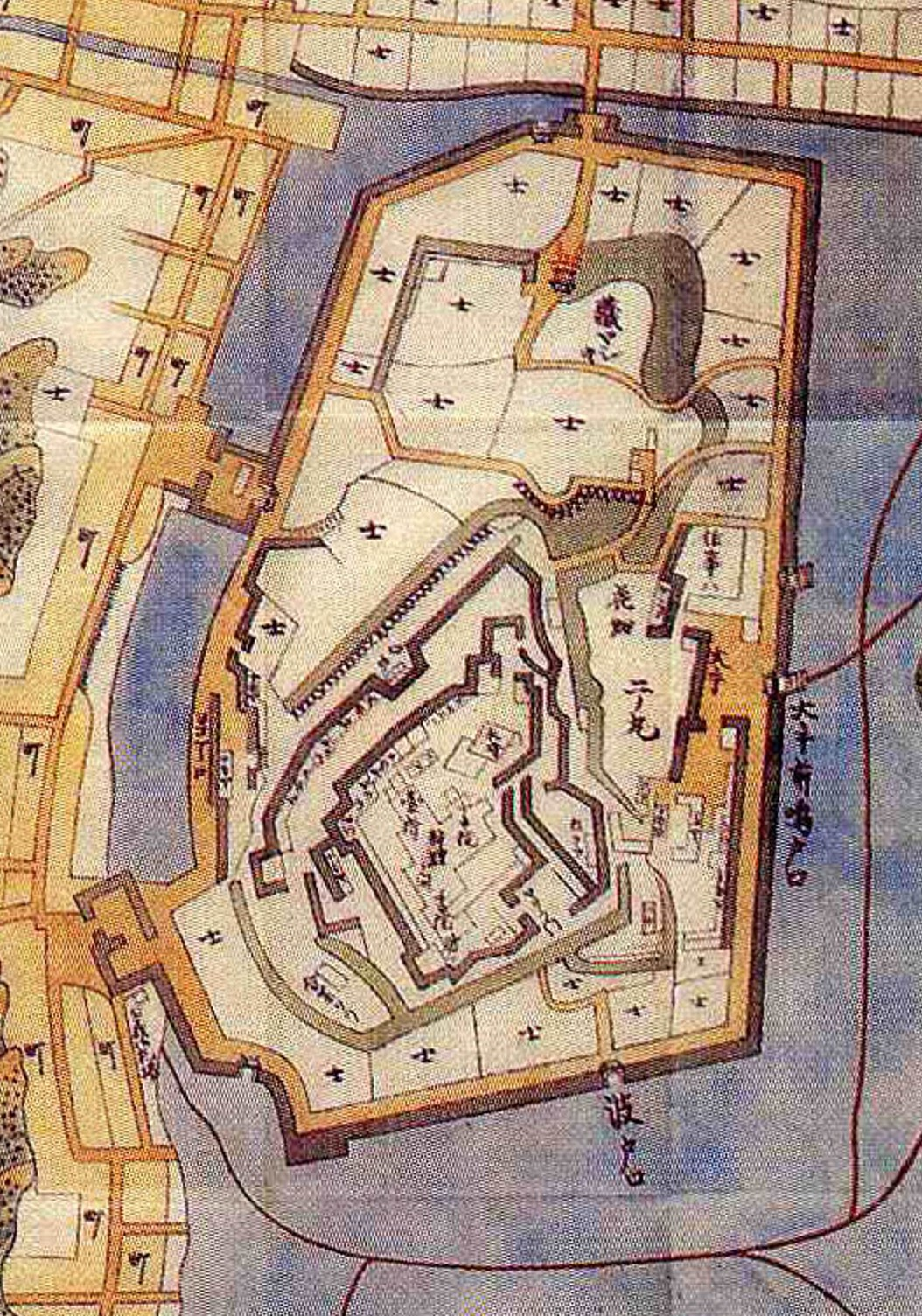
Burg Toba, Mauerreste

Die Burg in ihrer inselförmigen Gestalt war rundherum durch Steinmauern geschützt, hinter denen wein kompletter Rundgang angelegt war. 
1854 zerstörten das Ansei-Erdbeben und das damit verbundene Tsunami weite Teile der Burg, die dann nicht wieder aufgebaut wurde.
Heute ist der gesamte Burgbereich durch Landaufschüttung vollständig vom Meer abgetrennt. Im Hommaru befindet sich eine Grundschule. Erhalten geblieben sind Mauerreste, darunter auch die Basis des Burgturms (天守閣, tenshukaku). Der dritte Burgbereich wurde zum „Burgberg-Park“ (城山公園, Shiroyama kōen) umgewandelt, der über einen Vorplatz (三丸広場, Sanmaru hiroba) zugänglich ist.